# Rakonca (alkatrész)
A rakonca eredetileg régi szállítóeszközök (szekerek) tartozéka/alkatrésze.
Teherautók és vasúti járművek is rendelkezhetnek rakoncával.

## Leírás
A kocsi tengelyeinek, szánkeresztgerendáinak a végéhez erősített, az oldalakat tartó rúd. Fából készült. A jármű oldalaihoz erősíthető, a magasra halmozott rakományt támasztja-tartja. Főleg szálas növények szállítása során alkalmazták. Ennek hiányában a szállítmány menet közben szétcsúszott, lepergett a szekérről.
A rakonca későbbi, modernebb szállítójárműveken is megjelent, úgy mint teherautókon és vonatokon, ezeken már fémből készült alkatrészként található. 
Rakoncás: (melléknév) rakoncákkal ellátott.
Rakoncátlan: (melléknév) fegyelmezetlenkedő, rendetlenkedő (általában) fiatal személy/állat.